# Magdalena Wunderlich
Magdalena Wunderlich (* 16. Mai 1952 in Großhesselohe) ist eine ehemalige deutsche Kanutin. Sie wurde 1972 Olympiadritte im Kanuslalom.
Die für den MTV München von 1879 antretende Wunderlich war 1970 deutsche Jugendmeisterin im Wildwasser. 1971 gewann sie die deutsche Meisterschaft im Slalom. Bei der Wildwasser-Weltmeisterschaft 1971 belegte Wunderlich in der Einzelwertung den zweiten Platz hinter Ulrike Deppe, in der Mannschaftswertung siegte die bundesdeutsche Mannschaft mit Deppe, Wunderlich und Annemarie Amslinger. Bei den Olympischen Spielen 1972 war der Kanuslalom erstmals olympisch. Für die Bundesrepublik traten Ulrike Deppe, Gisela Grothaus und Magdalena Wunderlich an. Während Deppe nur Siebte wurde, sorgten Grothaus mit Silber und Wunderlich mit Bronze für zwei bundesdeutsche Medaillen hinter Angelika Bahmann aus der DDR. 1973 gewannen Deppe, Grothaus und Wunderlich gemeinsam die Mannschaftswertung bei der Wildwasser-Weltmeisterschaft. 1974 wurde Wunderlich noch einmal Deutsche Meisterin im Kanuslalom.